# Rytm dżungli
Rytm dżungli – singiel nagrany przez Orkiestrę Jazzową Charlesa Bovery’ego (czeskiego muzyka działającego przez kilkanaście lat w powojennej Polsce). Jedna z pierwszych płyt – rok 1947 – nagranych przez poznańską wytwórnię płytową Mewa. Obecność orkiestry Bovery’ego potwierdzona jest na kilkunastu pierwszych płytach  tej wytwórni (spora ich część to wspólne nagrania z piosenkarzem Tadeuszem Millerem).
Utwór z pierwszej strony to „Rytm dżungli” (Jungle Rhythm), kompozycja Jacka Bultermana (właśc. Jacques’a Corneliusa Bultermanna) – holenderskiego multiinstrumentalisty i kompozytora. Na stronie B zarejestrowano „Północny swing”  czeskiego pianisty i kompozytora Miloslava Ducháča (który, tak jak Bovery, grał kiedyś w orkiestrze Bobka Bryena).
10-calowa monofoniczna płyta (odtwarzana z prędkością 78 obr./min.), wydana została przez poznańską wytwórnię Mewa z numerem katalogowym 3. Numer matrycy podany na naklejce – Mx 47424.
„Rytm dżungli” rozpoczyna pierwszą płytę (SX 1322) z zestawu 4 LP Polskich Nagrań Muza z archiwalnymi polskimi nagraniami jazzowymi z pierwszych powojennych lat: „Polish Jazz 1946 – 56”.

## Muzycy
- Charles Bovery – saksofon tenorowy
- Edward Ciesielski – trąbka
- Franciszek Górkiewicz – trąbka
- Juliusz Skowroński – saksofon altowy
- Stefan Jakowlew – klarnet
- Henryk Orłowski – puzon
- Kazimierz Morawski – puzon
- Wacław Czyż – fortepian
- nn – kontrabas
- Janusz „Mrek” Byliński (prawdopodobnie) – perkusja

## Lista utworów
- A: „Rytm dżungli” (Jungle Rhythm)   (muz. Jack Bulterman)  1:58
- B: „Północny swing” (muz. Miloslav Ducháč 1)

1  Na płycie błędnie zapisano Miroslav.